# Fritz Haller (piragüista)
Fritz Haller es un deportista estadounidense que compitió en piragüismo en la modalidad de eslalon. Ganó cuatro medallas en el Campeonato Mundial de Piragüismo en Eslalon entre los años 1981 y 1985.

## Palmarés internacional
| Campeonato Mundial | Campeonato Mundial | Campeonato Mundial | Campeonato Mundial |
| Año                | Lugar              | Medalla            | Competición        |
| ------------------ | ------------------ | ------------------ | ------------------ |
| 1981               | Bala (Reino Unido) | Medalla de oro     | C2 mixto           |
| 1983               | Merano (Italia)    | Medalla de oro     | C2 individual      |
| 1983               | Merano (Italia)    | Medalla de plata   | C2 por equipos     |
| 1985               | Augsburgo (RFA)    | Medalla de bronce  | C2 por equipos     |